# Empoasca theroni
Empoasca theroni är en insektsart som först beskrevs av Gerard 1972.  Empoasca theroni ingår i släktet Empoasca och familjen dvärgstritar. Inga underarter finns listade i Catalogue of Life.